# 一木けい
一木 けい（いちき けい、1979年 - ）は、日本の小説家。

## 経歴・人物
福岡県生まれ。東京都立大学卒業。
2013年、新潮社が主催する第12回女による女のためのR-18文学賞の最終候補に選ばれる。以降、4年連続で同賞の最終選考に残る。2016年、「西国疾走少女」（「夜の西国分寺」改題）で第15回女による女のためのR-18文学賞の読者賞を受賞する（大賞受賞は、町田そのこ「カメルーンの青い魚」）。選考委員の三浦しをんは同作について、「登場人物も魅力的だし、ほのかなユーモアもあり、ぐいぐい読ませる」と評価している。
作家になろうと思っていたわけではなかったが、大学生のときに初めて小説を書きたいと思った、と語っている。好きなものとして、チムチュムと芍薬と本を挙げている。2018年現在、バンコク在住。
身長は150cm台半ば(正確な身長は不明だが公称身長162cmの最上もが、158cmの矢部太郎と対談した際の写真が公開されている)。

## 作品リスト

### 単行本
- 『1ミリの後悔もない、はずがない』（新潮社、2018年1月31日 / 新潮文庫、2020年5月28日）[9][10]
- 『愛を知らない』（ポプラ社、2019年6月11日 / ポプラ文庫、2021年9月7日）[11][12]
- 『全部ゆるせたらいいのに』（新潮社、2020年6月17日 / 新潮文庫、2023年3月29日）[13][14]
- 『9月9日9時9分』（小学館、2021年3月12日 / 小学館文庫、2023年9月6日）[15][16]
- 『悪と無垢』（KADOKAWA、2022年10月28日）[17]
- 『彼女がそれも愛と呼ぶなら』（幻冬舎、2024年3月21日 / 幻冬舎文庫、2025年3月26日）[18][19]
- 『結論それなの、愛』（新潮社、2025年2月19日）[20]

### 雑誌掲載作品
小説
- 「シオマネキ」 - 『小説新潮』2016年11月号
- 「潮時」 - 『小説新潮』2017年5月号
- 「穴底の部屋」 - 『小説新潮』2017年11月号
- 「官能ショートストーリー」 - 『an・an』2018年3月14日号
- 「愛に絶望してはいない」 - 『小説新潮』2018年5月号
- 「愛で放す 前編」 - 『小説新潮』2019年2月号
- 「愛で放す 後編」 - 『小説新潮』2019年3月号
- 「空港幻夜」 - 『an・an』2019年4月3日号
- 「愛から生まれたこの子が愛しい」 - 『小説新潮』2019年6月号
- 「奈落の踊り場」 - 『カドブンノベル』2020年4月号
- 「体温」 - 『小説新潮』2020年6月号
- 「境界」 - 『小説新潮』2021年3月号

エッセイ
- 「天国の居酒屋」 - 『別冊文藝春秋』2018年5月号
- 「お泊りスキンケアセットに誓う」 - 『小説NON』2018年5月号